# Claudia Schiffer

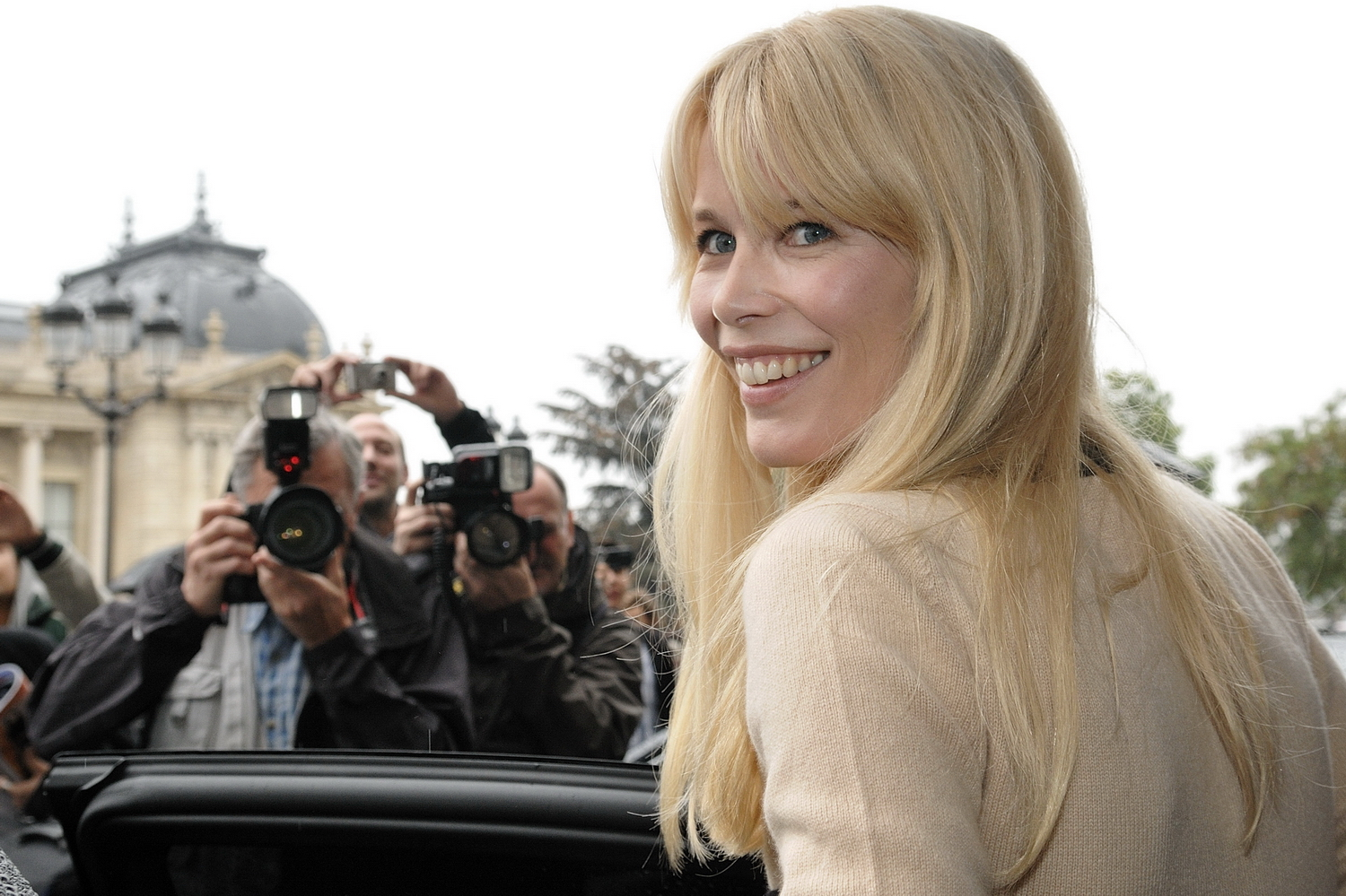
Schiffer în Paris (2009)

Claudia Schiffer  (pronunție în germană [ˈklaʊ̯dɪa ˈʃɪfɐ];n. 25 august 1970 în Rheinberg) este un fotomodel și actriță germană.

## Date biografice

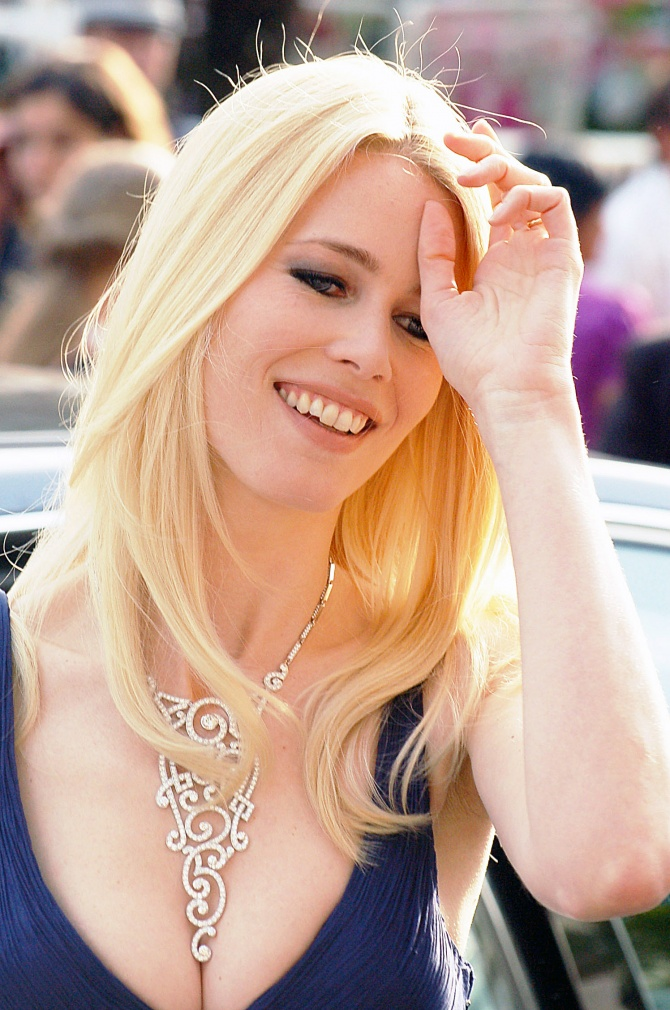
Claudia Schiffer la Festivalul Internațional de Film de la Cannes din 2007

Claudia a crescut într-o familie cu trei frați mai mici în Rheinberg de pe cursul Inferior al Rinului, Germania. Ea se gândea să devină avocată în cancelaria tatălui ei. Aceste planuri de viitor au fost abandonate după ce l-a cunoscut într-o discotecă din Düsseldorf pe  Michel Levaton, șeful agenției de modă Metropolitan. Ea a fost invitată la Paris pentru o ședință fotografică de probă, în urma căreia a rezultat o serie de fotografii care au apărut în revista Elle.

## Filmografie
- 1994: Richie Rich
- 1994: Prêt-à-Porter
- 1997: Abel Ferraras The Blackout
- 1999: Friends & Lovers
- 1999: Black and White

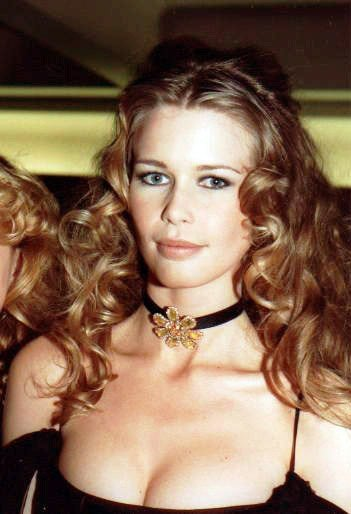
Claudia Schiffer la Premiile César în Paris, 1993

- 2000: Gegen jeden Verdacht (In Pursuit)
- 2001: Musikvideo (Uptown Girl von Westlife)
- 2001: Zoolander
- 2002: 666 – Traue keinem, mit dem du schläfst!
- 2002: Dharma & Greg (Folge: „I Think, Therefore I Am in Trouble“)
- 2002: Dharma & Greg (Folge: „This Diamond Ring“)
- 2003: Pur și simplu dragoste (Love Actually)

### Apariții în filme documentare
| An   | Documentar                                       |
| ---- | ------------------------------------------------ |
| 1993 | Noche de tu vida, La                             |
| 1994 | David Copperfield: 15 Years of Magic             |
| 1995 | Die schönsten Frauen der Welt - Claudia Schiffer |
| 1995 | Around Claudia Schiffer                          |
| 1996 | Catwalk                                          |
| 1996 | 68th Annual Academy Awards                       |
| 1997 | Catwalk                                          |
| 1997 | Happy Birthday Elizabeth: A Celebration of Life  |
| 1997 | An Audience with Elton John                      |
| 1997 | 1997 VH1 Fashion Awards                          |
| 1998 | Beautopia                                        |
| 2000 | The Sound of Claudia Schiffer                    |